# Дабхол – Джайгарх – Мангалуру
Дабхол — Джайгарх — Мангалуру — проєктний трубопровід на західному узбережжі Індії у штатах Махараштра і Карнатака, спорудження якого пов'язане зі створенням плавучого регазифікаційного терміналу в Джайгарх.
Падіння власного виробництва природного газу на тлі зростання попиту (передусім, з боку електроенергетики) сприяло появі в Індії терміналів для імпорту ЗПГ. У другій половині 2010-х років розпочалась реалізація проєкту плавучого регазифікаційного терміналу в Джайгарх на півдні штату Махараштра. Для видачі прийнятої тут продукції планується спорудження ділянок:
— у південному напрямку до штату Карнатака загальною довжиною 635 км. Траса повинна пройти повз Ратнагірі, Гоа, Карвар та Удупі до Мангалуру, куди з півдня в свою чергу повинні підвести газопровід від Кочі у штаті Керала (тут працює один з індійських стаціонарних терміналів для прийому зрідженого газу);
— у північному напрямку перемичка довжиною 60 км з'єднає Джайгарх з районом Дабхол, де знаходиться ще один стаціонарний термінал для імпорту ЗПГ та куди виходить газопровід від Дахеджу у штаті Гуджарат.
Як наслідок, трубопровід Дабхол — Джайгарх — Мангалуру повинен стати однією з ланок суцільного газотранспортного маршруту уздовж західного узбережжя Індії, що об'єднає численні термінали для імпорту ЗПГ та забезпечить стабільність системи газопостачання. 